# Bassängen
Bassängen är en sjö i Rättviks kommun i Dalarna och ingår i Dalälvens huvudavrinningsområde.